# Técnicas extendidas

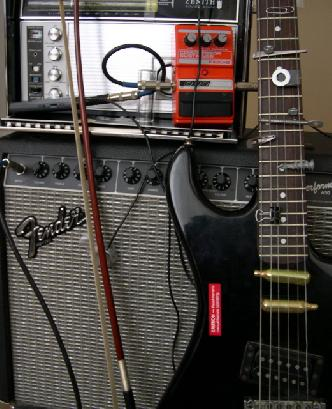
Guitarra preparada para técnicas extendidas

Por técnicas extendidas se conocen las técnicas de interpretación utilizadas en música mediante las que se ejecutan técnicas no convencionales, ni tradicionales ni ortodoxas de cantar o tocar instrumentos musicales con el objetivo de obtener sonidos inusuales.
La utilización de las técnicas extendidas por los compositores no se limita a la música contemporánea. Por ejemplo, Hector Berlioz utilizó el col legno en su Sinfonía fantástica. Además, trasciende las escuelas compositivas y los estilos. No obstante, el uso de estas técnicas es menos frecuente en el período de la práctica común (c. 1600 - 1900) que en la música académica del siglo XX desde aproximadamente 1900. Las técnicas extendidas también se han extendido a la música popular. Por ejemplo en canciones como Olsen Olsen de Sigur Ros, donde se emplea el arco de violín para tocar las cuerdas de la guitarra eléctrica. O bien como realiza a modo de juego el guitarrista argentino Ricardo Mollo, quien en sus presentaciones en vivo toca la guitarra con cualquier objeto que le arroje el público.

## Ejemplos

### Vocal
- Sprechstimme
- Canto difónico (canto armónico)
- Beatboxing (percusión vocal)
- Voz gutural
- Screaming
- Silbido

### Instrumentos de cuerda
- Microtonos
- Trémolo y vibrato exagerado
- Scordatura
- Slide
- Guitarra preparada
- Guitarra de tres puentes

### Piano
- Piano preparado

### Electrónico
- Sonidos electrónicos añadidos o control MIDI
- Turntablism

## Compositores notables
| - Béla Bartók - Bruno Bartolozzi - Luciano Berio - William Bolcom - Glenn Branca - John Cage - Frank Zappa - Rhys Chatham - Henry Cowell | - George Crumb - Peter Maxwell Davies - Robert Erickson - Brian Ferneyhough - Carlo Forlivesi - Sofia Gubaidulina - Charles Ives - Ben Johnston - Panayiotis Kokoras | - Helmut Lachenmann - György Ligeti - Ken Namba - Joseph Maneri - Pauline Oliveros - Owen Pallett - Harry Partch - Krzysztof Penderecki - Morgan Powell | - Sun Ra - Giacinto Scelsi - Arnold Schoenberg - Salvatore Sciarrino - Stephen Scott - Karlheinz Stockhausen - Igor Stravinsky - David Tudor - Iannis Xenakis | - John Zorn - Elliott Carter - Meredith Monk - Egberto Gismonti - Hermeto Pascoal - Abraham Ortiz |